# Manx nyelv
A manx nyelv vagy manx gael (saját nyelven Yn Ghaelg, Yn Ghailck) a Skócia és Észak-Írország közti kis szigeten, Man-szigetén beszélt gael nyelv. A modern ír és skót gael nyelvhez áll közel. Az indoeurópai nyelvcsaládon belül a kelta nyelvek csoportjába tartozik. 2009-2022 közt – utólag átmenetileg – kihalt nyelv volt az UNESCO szerint.[forrás?]

## Története
A nyelv a 10. és 17. század között vált ki a középírből és fejlődött saját útján, ám a 19. századra használatát kiszorította az angol. 1848-ban Joseph George Cumming angol régész azt írta: "Csupán néhány személyt találhatni (és ne a fiatalok között keressük őket), akik nem angolul beszélnek." Henry Jenner cornwalli keltológus becslése szerint 1874-ben Man sziget lakosságának 30%-a beszélte a nyelvet (41 084-ből 12 340). 1901-ben a hivatalos adatok szerint a lakosság 9,1%-a beszélte valamilyen szinten a manxot, ez az érték 1921-re 1,1%-ra csökkent. A lehetséges okok között első helyen említendő: a Man szigeti szülők úgy gondolták, hogy gyermekeik boldogulásának kulcsa az angol nyelv ismerete, így manxra egyre kevesebben taníttatták gyerekeiket. A 20. század közepére már csak néhány öreg anyanyelvi beszélő maradt, köztük az utolsó, Ned Maddrell 1974. december 27-én halt meg.
A manx nyelv védelmében 1899-ben alakult meg az Yn Cheshaght Ghailckagh társaság, de igazán hatékony munkára, látványos eredményekkel csak a 20. század végén került sor, s ehhez sok segítség érkezett külföldről is. Az ekkor bevezetett rehabilitációs programnak köszönhetően sokan második nyelvként tanulják ma is a manxet. Az angol–manx kétnyelvűek száma is nő, köszönhetően annak, hogy egyre több gyereknek a helyi nyelvet is beszélő szülei vannak, így az otthon falai között beszélt nyelv ismét a manx lett. A Man szigeti önkormányzat kezdeményezésére 2003-ban megkezdődött a tanítás a Bunscoill Ghaelgagh-ban, és második nyelvként oktatják több általános és középiskolában. Az Isle of Man College-ban és a Centre for Manx Studiesban is egyre több lehetőség nyílik a manx nyelv tanulására, a szigeten kívül pedig az Edinburgh-i Egyetemen folyik oktatás a Man sziget kultúrájáról, történelméről és nyelvéről. Ma már léteznek manx nyelvű drámakörök, s 1984-ben elkészült az első manx nyelvű film is: a 22 perces, 18. századi manx népzenével aláfestett Ny Kiree fo Niaghtey / Bárány a hó alatt című alkotás, amelyet a Cardiffban rendezett V. Kelta Filmes és Televíziós Fesztiválon mutattak be. 
A 2001. évi népszámlálás alapján a 76 315 főnyi lakosság 2,2%-a, azaz 1689 Man szigeti beszéli a manx nyelvet. A hagyományos manx nevek kezdenek újra népszerűvé válni a szigeten, női nevekben különösen a Moirrey, Voirrey (a Mary/Mária manx megfelelői), Breeshey, Breesha (Bridget/Brigitta), Aalish/Ealish (Alice/Alíz), a férfi nevek között az Illiam (William/Vilmos), Orry (régi Man szigeti király), Juan (Jack/Jakab), Ean (John/János), Pherick (Patrick/Patrik). Nem ritkák az olyan, a régmúltig visszavezethető kelta-germán nevek sem, mint a Fenalla (Fionnuala néven a kelta mitológia hősnője) és a Freya (az óészaki mitológia istennője).

## Helyesírás
A manx helyesírás nem a klasszikus kiejtéskövető gael szabályokat tükrözi, hanem walesi és angol hatásról árulkodik. Ennek megfelelően használja például az angolban megszokott y és w betűket, illetve az oo és ee betűkapcsolatokat. Példával érzékeltetve: a sziget manx nevének kiejtés utáni írásmódja az ír helyesírás szerint Oileán Mhanainn, skót helyesírás szerint pedig Eilean Mhanainn volna, míg ugyanazon hangsor manx írásmódja: Ellan Vannin.
Az alábbi példában egy mondat mai és hagyományos manx írásmódját látjuk, illetve összevetésül az ír és skót megfelelőjét is:
- Mai manx: Ta’n Gaelg feer ghoan çheumooie jeh Ellan Vannin, agh fod pobble ennagh screeu ee ayns çheeryn elley.
- Hagyományos gael írású manx: Tà’n Ghaelg fìor-ghónn teabh a-muigh de Eilean Mhannain, ach faod pobal eanach scrìobh ì ans tìoran eile.
- Ír: Tá an Ghaeilge an-ghann (fíor-ghann) taobh amuigh de Oileán Mhannanáin, ach féadann daoine [pobal] éigin(each) í a scríobh i dtíortha eile.
- Skót gael: Tha a’ Ghàidhlig glé ghann (fìor-ghann) taobh a-muigh de Eilean Mhannain, ach faodaidh daoine [pobal] igint(each) ì a sgrìobhadh ann an tìrean eile.

Ha létezett is manx írásbeliség a reformáció előtt, nyomai elmosódtak, történeti emlékei eltűntek az eltelt századok során. Az egységesített manx helyesírás elterjedése az 1700-as évekre tehető, amikor anglikán templomokban e rendszer alapján kezdtek írni. Az új helyesírást a walesi születésű John Phillips (1605–1633) dolgozta ki, aki lefordította manxra az anglikán egyházak szertartáskönyvét (Book of Common Prayer).

## Manx nyelvhasználat a hétköznapokban
Manx nyelvű feliratokkal találkozhatunk az utcákon, az üzletekben és a közintézményekben is, de a manx nyelvből hiányoznak a modern üzleti, közgazdasági és jogi kifejezések megfelelői, így használata ezekre nem terjed ki.
Az üzleti és az önkormányzati dolgozók viszonyulása a manx nyelv használatához változó, a pozitív fogadástól az elutasításig mindenféle vélemény megtalálható. A nyelvet beszélők néha ódzkodnak a manx használatától, vagy az ellenséges fogadtatástól félve nem ismerik el, hogy beszélik a nyelvet.
A kizárólag angolul beszélő közösségekben – hasonlóan a 19. századhoz – ellenszenvet válthat ki a manx nyelv használata, hiszen a számukra érthetetlen nyelv használatával kirekesztettnek érzik magukat a társalgásból. Ezért a manx nyelvet beszélők száma folyamatosan csökken, mára a legtöbb Man szigeti elfelejtette a nyelv alapjait és képtelen megfelelően kiejteni a manx hely- és utcaneveket.
A manxot továbbra is használják az évenkénti Tynwaldon, amikor az ún. olvasó (Yn Lhaihder) kihirdeti az új törvényeket.
A manxot mint regionális nyelvet elismerte a Regionális és Kisebbségi Nyelvek Európai Kartája, illetve a Brit–Ír Tanács, viszont a manx kultúra ápolása nem tartozik a gael nyelvű közösségeket összefogó Columba Project célkitűzései közé.

## Manx irodalom
Az 1600-as éveket megelőző korokból nem ismerünk manx nyelvemléket. A Bibliát és az anglikán egyház hivatalos szertartáskönyvét, a Book of Common Prayert a 17–18. században fordították le. A hagyományos manx öröménekek, a carvalok éneklésének hagyománya ma is él.

## Mássalhangzó-hasonulás
Hasonlóan a többi modern kelta nyelvhez, a manxban is megtalálható a mássalhangzó-hasonulás jelensége, azaz a szókezdő mássalhangzó átalakul a morfológiai és/vagy szintaktikai kontextusból fakadó mássalhangzóvá. A manx nyelvre a mássalhangzók zöngétlenedése jellemző, míg a többi rokon nyelvre a zöngésedés is. A 20. század vége felé ez a rendszer már megbomlott, hiszen a nyelvtanulók nem tudták olyan pontosan megtanulni, hogy mikor alkalmazandó a hasonulás.
| eredeti mássalhangzó      | zöngétlenedett változat | zöngésedett változat |
| ------------------------- | ----------------------- | -------------------- |
| p [p]                     | ph [f]                  | b [b]                |
| t, th [t]                 | h [h]                   | d [d]                |
| çh [tʃ]                   | h [h]                   | j [d͡ʒ]               |
| c, k lágy (palatális) [c] | ch [ç]                  | g [ɟ]                |
| c, k kemény (veláris) [k] | ch [x]                  | g [ɡ]                |
| b [b]                     | v [v, w]                | m [m]                |
| bw [bw]                   | w [w]                   | mw [mw]              |
| d, dh [d]                 | gh [ɣ]                  | n[n]                 |
| j [d͡ʒ]                    | y [j]                   | n'y [nj]             |
| g lágy (palatális) [ɟ]    | y, gh [j]               | ng [ŋ]               |
| g kemény (veláris) [ɡ]    | gh [ɣ]                  | ng [ŋ]               |
| f [f]                     | -                       | v [v]                |
| s [s]                     | h [h] or t [t]          | s [s]                |
| st [st]                   | t [t]                   | st [st]              |
| sl [sl]                   | cl [cl] or l [l]        | sl [sl]              |
| sh [ʃ]                    | h [h, ç]                | sh [ʃ]               |
| m [m]                     | v [v, w]                | m [m]                |
| mw [mw]                   | w [w]                   | mw [mw]              |

## Gyakoribb szavak, kifejezések
| Skót gael megfelelő       | Ír megfelelő                                             | Manx gael megfelelő  | Magyarul                 |
| ------------------------- | -------------------------------------------------------- | -------------------- | ------------------------ |
| Fàilte                    | Fáilte                                                   | Failt                | Üdv                      |
| Halò                      | Haileo vagy Dia dhuit (szó szerint ’Isten legyen veled’) | Hello                | Helló                    |
| Latha math                | Lá maith                                                 | Laa mie              | Jó napot!                |
| Ciamar a tha thu?         | Conas atá tú? (Cad é mar atá tú? Ulsterben)              | Kys t’ou?            | Hogy vagy?               |
| Ciamar a tha sibh?        | Conas atá sibh? (Cad é mar atá sibh? Ulsterben)          | Kanys ta shiu?       | Hogy vagytok?            |
| Madainn mhath             | Maidin mhaith                                            | Moghrey mie          | Jó reggelt!              |
| Feasgar math              | Trathnóna maith                                          | Fastyr mie           | Jó napot!                |
| Oidhche mhath             | Oíche mhaith                                             | Oie vie              | Jó éjszakát-             |
| Ma ’s e do thoil e        | Más é do thoil é                                         | My saillt            | Ha lenne szíves…         |
| Ma ’s e (bh)ur toil e     | Más é bhur dtoil é                                       | My salliu            | Ha lennének szívesek…    |
| Tapadh leat               | Go raibh maith agat                                      | Gura mie ayd         | Köszönöm.                |
| Tapadh leibh              | Go raibh maith agaibh                                    | Gura mie eu          | Köszönjük.               |
| Dè an t-ainm a tha ort?   | Cad é an t-ainm atá ort? or Cad is ainm duit?            | Cre’n ennym t’ort?   | Hogy hívnak?             |
| Dè an t-ainm a tha oirbh? | Cad é an t-ainm atá oraibh?                              | Cre’n ennym t’erriu? | Mi a nevetek?            |
| Is mise…                  | Is mise…                                                 | Mish…                | … vagyok                 |
| Slàn leat                 | Slán leat                                                | Slane lhiat          | Szia (búcsúzás)          |
| Slàn leibh                | Slán libh                                                | Slane lhiu           | Sziasztok (búcsúzás)     |
| Dè a tha seo?             | Cad é seo?                                               | Cre shoh?            | Mi ez?                   |
| Slàinte                   | Sláinte                                                  | Slaynt               | Egészség! (koccintáskor) |

| Manx                      | magyar      | Legközelebbi ír megfelelő                  | Legközelebbi skót-gaelic megfelelő |
| ------------------------- | ----------- | ------------------------------------------ | ---------------------------------- |
| Moghrey mie               | Jó reggelt! | Maidin mhaith                              | Madainn mhath                      |
| Fastyr mie                | Jó estét!   | Tráthnóna maith                            | Feasgar math                       |
| Slane lhiat. Slane lhiu   | Viszlát!    | Slán leat, Slán libh                       | Slàn leat, Slàn leibh              |
| Gura mie ayd, Gura mie eu | Köszönöm.   | Go raibh maith agat, Go raibh maith agaibh | tapadh leat, tapadh leibh          |
| baatey                    | hajó        | bád                                        | bàta                               |
| barroose                  | busz        | bus                                        | bus                                |
| blaa                      | virág       | bláth                                      | blàth                              |
| booa                      | tehén       | bó                                         | bò                                 |
| cabbyl. egh               | ló          | capall, each                               | capall, each                       |
| cashtal                   | kastély     | caisleán, caiseal                          | caisteal                           |
| creg                      | szikla      | carraig                                    | carraig, creag                     |
| eeast                     | hal         | iasc                                       | iasg                               |
| ellan                     | sziget      | oileán                                     | eilean                             |
| gleashtan                 | szekér      | gluaisteán, carr                           | càrr                               |
| kayt                      | macska      | cat                                        | cat                                |
| moddey                    | kutya       | madra, madadh                              | madadh                             |
| shap                      | bolt        | siopa                                      |                                    |
| thie                      | ház         | tigh, teach                                | taigh                              |
| eean                      | madár       | éan                                        | eun, ian                           |
| jees                      | pár         | beirt, dís                                 | dithis                             |
| oik                       | iroda       | oifig                                      | oifis                              |
| ushtey                    | víz         | uisce                                      | uisge                              |

## Számok
| Manx       | magyar     | legközelebbi ír megfelelő | legközelebbi skót-gaelic megfelelő |
| ---------- | ---------- | ------------------------- | ---------------------------------- |
| un / nane  | egy        | aon (a haon) / amháin     | aon                                |
| daa / jees | kettő      | dó, dhá / beirt / dís     | dà / dithis                        |
| tree       | három      | trí                       | trì                                |
| kiare      | négy       | ceathair, ceithre         | ceithir                            |
| queig      | öt         | cúig                      | còig                               |
| sheh       | hat        | sé                        | sia                                |
| shiaght    | hét        | seacht                    | seachd                             |
| hoght      | nyolc      | ocht (a hocht)            | ochd                               |
| nuy        | kilenc     | naoi                      | naoi                               |
| jeih       | tíz        | deich                     | deich                              |
| nane jeig  | tizenegy   | aon déag                  | aon deug                           |
| daa yeig   | tizenkettő | dó dhéag                  | dà dheug                           |